# 특별직
《특별직》은 매주 목요일 금기혁이 다음 웹툰에서 연재하는 웹툰이다.